# JOY TRAIN
「JOY TRAIN」（ジョイ トレイン）は2013年7月17日にリリースされたaccessの23rdシングル。発売元はDarwin Record。

## 概要
累計売上は0.4万枚と25thシングル「IZASUSUME!」に次ぐワースト2位のセールスを記録。オリコン週間インディーズチャートでは18thシングル「Higher Than Dark Sky」から前作「永遠dive」まで1位ないし2位を獲得していたが、今作では売上枚数の激減により4位に終わった。カップリングには「NIGHT WAVE」（2ndアルバム『ACCESS II』収録曲）、「LYIN' EYES」（4thシングル「MOONSHINE DANCE」収録曲）、「AGAINST THE RULES」（2ndシングル「JEWELRY ANGEL」収録曲）のライブアレンジがDANCE MIXとして収録されている。

## 収録曲
1. JOY TRAIN
  - 作詞：貴水博之　作曲・編曲：浅倉大介
2. NIGHT WAVE (DANCE MIX)
  - 作詞・作曲・編曲：AXS
3. LYIN' EYES (DANCE MIX)
  - 作詞・作曲・編曲：AXS
4. AGAINST THE RULES (DANCE MIX)
  - 作詞・作曲・編曲：AXS